# Pacte fondamental de 1748
Le Pacte fondamental de 1748 ou Pacte de confiance (en arabe : عهد الأمان, ʿAhd al-Amān, littéralement « pacte de sécurité »), est un texte fondamental politico-militaire décrété le 3 février 1748 (3 Safar 1161) dans la régence d'Alger par le dey d'Alger, Mohamed Ibn Bekir, afin de définir les droits des sujets du dey d'Alger et de tous les habitants vivant dans la régence d'Alger. Une copie de ce texte est conservée à la Bibliothèque nationale d'Algérie, classée dans le (groupe N° 3190 - dossier N°02 - document N°55).

## Contexte
Véritable règlement ou loi, il codifie le comportement des différents odjak de l'armée de la régence d'Alger : les janissaires, les canonniers, les chaouchs et les spahis. Le texte aborde plusieurs sujets : solde de la milice des janissaires, droits des opprimés, interdiction d'infraction contre la population, règles sur la collecte des impôts par la mehalla, respect de la loi « mahométane » et droits supplémentaires pour les Kouloughlis. 
Les raisons de la mise en place de l'Ahad Aman sont contenues dans son préambule : « À la suite de nombreux désordres, particulièrement en 1747-1748 qui eurent pour conséquence « la décadence de l'armée, du royaume et l'affaiblissement des troupes », Mohammed Pacha réunit le diwan [...] » .